# La Cerlangue
La Cerlangue es una comuna francesa situada en el departamento de Sena Marítimo, en la región de Normandía.

## Demografía
| 740 | 754 | 890 | 895 | 983 | 1106 | 1282 |
| Para los censos de 1962 a 1999 la población legal corresponde a la población sin duplicidades (Fuente: INSEE [Consultar]) |     |     |     |     |      |      |